# آناستازیا چورسینا
آناستازیا چورسینا (Анастасия Александровна Чурсина؛ زادهٔ ۷ آوریل ۱۹۹۵) دوچرخه‌سوار اهل روسیه است. او از دوچرخه‌سواران حاضر در بازی‌های اروپایی ۲۰۱۵ بود.